# Adriatik Llalla
Adriatik Llalla (ur. 9 października 1969 w Gramshu) – prokurator generalny Albanii w latach 2012-2017.

## Życiorys
Ukończył studia prawnicze na Uniwersytecie Tirańskim; na tej uczelni ukończył również studia magisterskie z prawa karnego w 2011 roku. Pracował jako prokurator w sądach w Lushnji (1999-2002), Kavajë (2002-2003) i Fierze (2003-2008). W 2006 roku został członkiem Rady Prokuratur, przewodząc jej w latach 2007-2008.
13 października 2008 roku został wybrany na dyrektora Wysokiego Inspektoratu Deklaracji i Kontroli, obejmując ten urząd do 3 grudnia 2012. W tymże dniu na mocy dekretu prezydenta Albanii Bujara Nishaniego został powołany na stanowisko prokuratora generalnego, z którego zrezygnował w grudniu 2017.
15 marca 2018 roku prokuratura w Durrësie wszczęła dochodzenie w związku z popełnionym przez Adriatika Llallę przestępstwem prania brudnych pieniędzy, natomiast w lipcu tegoż roku sąd nakazał zajęcie mienia w postaci mieszkania w Durrësie oraz działek położonych w okolicach Tirany o łącznej powierzchni 2,2 ha; ich łączna wartość wynosiła około 900 tys. USD. W tymże roku również zakończył pracę w wymiarze sprawiedliwości.
We wrześniu 2021 roku został skazany na dwa lata pozbawienia wolności oraz zakaz piastowania stanowisk publicznych na okres pięciu lat za ukrywanie majątku oraz podawanie fałszywych informacji w oświadczeniach majątkowych; po wydanym wyroku opuścił Albanię, jednak w grudniu tegoż roku został aresztowany na terenie Włoch oraz ekstradowany do Albanii.
Deklaruje znajomość języka angielskiego.

## Kontrowersje
W 2017 roku ambasador Stanów Zjednoczonych w Tiranie Donald Lu skrytykował Adriatika Llallę z powodu jego sprzeciwu wobec reformy wymiaru sprawiedliwości oraz łamania konstytucji; w odpowiedzi prokurator generalny odniósł się do wypowiedzi ambasadora, nazywając ją rażącym, bezprecedensowym i niedyplomatycznym atakiem.

## Życie prywatne
Syn Xhemala Llalli. Wraz ze swoją rodziną został objęty zakazem wstępu do Stanów Zjednoczonych z powodu korupcji.